# 起業
起業（）とは、新しく事業を起こすことで、創業（）ともいう。
原義を紐解けば、起業は「新しく事業を起こすこと」、創業は「創める（事業などを新しく起こす）こと」である。
起業・創業を行う者は、それぞれに起業家（きぎょうか。※「起業者」は意味が異なる）・創業者という（※「創業家〈そうぎょうけ〉」は創業者の一族が社長職を世襲したり、大株主や精神的支柱として経営に強い影響を持ち続けるようになった場合に使われる）。また、外来語のアントレプレナー（英: entrepreneur）およびアントルプルヌール（仏: entrepreneur）も、その第一義は同義。

## 概説
起業の担い手を起業家（アントレプレナー）と呼ぶ。
起業に似た概念に「ベンチャー」があり、1.独立性、2.新規性、3.開発志向、4.成長性を有する事業を特に「ベンチャー」（略称「VB」）と呼ぶが、「ベンチャー」は新規の起業に限らず既存の企業が新たに事業に取り組む場合も含む。
ベンチャーには次のような期待がある。
1. 新たな市場分野の開拓[1]
2. 新規の雇用の創出[1]
3. 新たな技術やビジネスモデル（イノベーション）の創出[1]

なお、統計値に起業率があるが多義的である。日本放送出版協会「データマップ日本 日本経済再生への処方箋」（2002年）では、一定期間（1995年-2001年）に創立された企業数を、直前の年（1994年）の全企業数で割った値を起業率としている。中小企業白書（2019）では、各年齢階層の総人口に占める起業家（過去1年間に職を変えた又は新たに職についた者で、調査で「会社等の役員」又は「自営業主」と回答し、かつ「自分で事業を起こした」と回答した者（副業としての起業家を除く））の割合を起業率としている。
起業が盛んなイスラエルは「スタートアップ国家」と呼ばれている。

## 欧米

### アメリカ合衆国
アメリカでは起業は文化や伝統として定着している。芝刈りやレモネード売りなど子供が始める定番の商売があり、小学生向けの起業ハウツー本なども存在する。教育機関では1946年頃からアントレプレナー教育の講座が開設されるようになり、20世紀末の時点で500校を超える大学でアントレプレナー育成の講座が開かれている。
米国政府は1970年代末から明確な政策意図のもとで新規企業の支援を行ってきた。特にシリコンバレーでは自律的にベンチャーの創出と成長が促され、AppleやGoogle、Facebookなど世界有数企業が複数生まれた。
『Forbes Global 2000』で米国企業は466社がランクインし、その3分の1に当たる154社が1980年以降に起業した会社であった。また、『Forbes 2013』によると1980年以降に起業した会社の2013年5月時点での時価総額は約3.8兆ドルであった。
アメリカでは民間雇用の約1割がベンチャー企業による雇用創出であり、雇用政策においても重要な位置を占めている。

### イギリス
イギリスでは深刻化した経済停滞の対策としてサッチャー政権の時代以降、公立学校に通う5歳から18歳を対象とした、アントレプレナーを生み出すためのカリキュラムである「学校用起業教育プログラム(School Enterprise Programme)」が実施されている。

## 日本

### 歴史
江戸時代以前に創業し、現在も存続している商家なども多い。社歴200年を超える老舗企業の国際団体エノキアン協会には、日本から8社が参加している。幕末や明治維新以降は、開国と殖産興業政策もあって起業が活発化。後の財閥も含む多くの大企業も、この時期に創業されて成長した。
第二次世界大戦後の日本において起業が活発となったのは、主に終戦直後と高度経済成長期である 。
ベンチャーの起業についてみると、1970年代の日本ベンチャー・ビジネス協会設立頃の第一期の「ベンチャーブーム」、1980年代のハイテクブームを背景とした第二期のベンチャーブームがある。
バブル経済崩壊後は起業は減少傾向にあるが、インターネット・バブル以降、情報関連企業の起業が活発化した時期もある。それでも「開業率」に表れる日本人の起業志向は海外に比べて低いと指摘されている。起業が不活発だと、イノベーションの停滞など経済に悪影響を与えることが懸念されるため、日本を含む各国の政府や地方自治体、大学、経済界は後述する様々な施策で起業を支援・奨励している。

### 創業期の支援や育成
起業する際の経営スキル向上のための一般向けの起業家教育が行われている。
また、資金力や経営ノウハウの乏しい創業期において、インキュベーターによる援助を受ける場合もある。近年、大学等がインキュベーターの設立に乗り出し、起業支援体制は徐々に整いつつある。

### 起業と資金
日本政府は、起業しやすい法制度とするため、当時（1990年改正の商法で）存在した会社設立時の資本金規制（株式会社で1000万円以上、有限会社で300万円以上）について、サラリーマンなどの事業経営者以外の者が設立する際に限り資本金規制を緩和する等、中小企業支援のための法整備を行った。2006年5月には会社法が施行されたが、同法においては、資本金規制が完全撤廃されている。
- 形式的には資本金1円で会社の設立が可能である。しかし、業種によっては個別の法令で最低資本金の制限が存在し、設立登記費用が6万円以上かかる。そもそも現在の通貨価値において1円の資本金の企業の存在意義についての問題もある。
- 一連の法整備では、創業間もない企業に資金を供給する「エンジェル」と呼ばれる個人投資家に対する税制の優遇措置も行われたが、諸外国に比べメリットの少ない問題点が指摘されている[10]。

### 日本での実業教育の消滅と起業教育のはじまり
日本の教育界では貨殖や金儲けを卑しむ道徳観によって、子供にお金について教えることを忌避する風潮があった。また、日本の学生は「寄らば大樹の陰」意識により生涯にわたり企業や官公庁に雇用されること (「就社」とも言われる ) を希望する者が多く、米国や台湾と比較すると起業を目指す若者が少ない。資金調達が主に銀行などの間接金融が中心であったり、経験のない個人には資金の調達が難しかったり、大量資本のために借金して経営に失敗すると個人として多額の借金を負う社会環境があること等に原因があるともいわれるが、起業家(アントレプレナー)があらわれなければ、制度的、経営的に起業容易な社会環境が整えられたとしても、起業が活発になることはない。
日本の学校教育では、戦中の旧国民学校高等科、さらに戦後しばらくの間、義務教育（中学校）の課程において職業教育（実業教育）が行われていた時期もあった（戦前は実業科、戦後は職業科という教科）。しかし、旧文部省は義務教育における実業教育を課程から削除したため、実業教育は、職業高等学校や実業学科を置く一部の大学のみに委ねられることとなり、起業を含めた実業に関する理解を深める機会がほとんど無いまま社会に出される若者が大量に現れるようになった。 
この現状に対して、起業家教育を再び行われる動きが生まれた。1980年代「起業家育成」は主に企業内で取り組まれており、「社内起業家育成」と表現された。しかし、2000年代あたりから「社内起業家育成」ではなく「学内起業家育成」という表現が生まれ、起業は大学の役割のひとつであるという認識が現れた。この認識を受けて、大学内に起業家育成の発想が入り込み、大学院生や学部生、さらに初等中等教育にも起業家育成が広まった。なお、教育界における起業家育成は「起業家教育」と表現される。 
起業に関する講座を開設したり、アントレプレナーコース（起業家養成コース） などの専門課程を大学院に開設する大学も出ている。文部科学省の調査によれば、起業家育成のための授業を新たに開設した大学は、国立30大学、公立12大学、私立97大学が数えられており、開設講座数は合計で330科目  になっており、今後の教育成果に期待される。また、九州大学では、大学公認部活動として「起業部」があり、2018年1月には部員が実際に会社を設立した。